# Native Advertising
Native Advertising (zu Deutsch „Werbung im bekannten Umfeld“) ist eine Form von Werbung im Internet und in Printmedien, die durch das Anbieten von Inhalten so gestaltet ist, dass sie nur schwer von redaktionellen Artikeln zu unterscheiden ist und die Aufmerksamkeit der Nutzer durch Tarnung auf sich zieht.

## Formen
Mit dem Native Advertising verwandt sind PR-Texte, sogenannte Advertorials. Dort wird die Werbung ebenfalls an das Umfeld – die redaktionellen Artikel einer Publikation – angepasst, um den Anschein zu erwecken, es handle sich um einen unabhängigen, redaktionellen Artikel. Damit bewegen sie sich in der rechtlichen Grauzone zur Schleichwerbung.
Native Advertising umfasst Virales Marketing, darunter insbesondere Videos, Bilder und Musik, aber auch Artikel. Auch das Suchmaschinenmarketing, bei dem Werbeanzeigen gleichrangig mit den gewohnten und erwarteten Suchresultaten angezeigt werden, und verschiedene Werbestrategien auf Twitter, wie etwa bezahlte Tweets, Trends und Personen, zählen zum Native Advertising. Auch bei Facebook ist es üblich, bezahlte Inhalte in die Timeline der Nutzer einzuschleusen. Dasselbe gilt für Tumblr.
Content Marketing ist dann eine Native-Advertising-Technik, wenn auf die Zielgruppe abgestimmte, bezahlte, informative, beratende und unterhaltsame Artikel unter die redaktionellen Artikel eines Mediums gemischt werden oder bezahlte Inhalte in einer sogenannten „Folgende Inhalte könnten Sie auch interessieren“-Liste gegenüber redaktionellen Artikeln besonders prominent gereiht werden.

## Plattformen
Native Advertising wird auf „offenen“ und „geschlossenen“ Plattformen betrieben:
- Als Werbung in „geschlossenen“ Plattformen bezeichnet man es, wenn Werbeagenturen auf einer bestehenden Plattform ein Benutzerkonto erstellen, um von dort aus Werbung zu betreiben. Beispiele dafür sind die „gesponserten Storys“ in der Timeline und die bezahlten Tweets auf Twitter, die Nutzern der Zielgruppe angezeigt werden, ohne dass sie sie abonniert haben.
- Bei „offenen“ Plattformen sind Art und Form der Werbung im Gegensatz zu den „geschlossenen“ nicht speziell auf die jeweilige Plattform zugeschnitten.

Auf den Webseiten vieler Zeitungen sind Native-Advertising-Artikel zu finden. In der Regel werden sie mit den Worten „bezahlte Anzeige“, „Anzeige“ oder „Promotion“ gekennzeichnet.

## Beispiele
Erste Formen des Native Advertising finden sich bereits in der ersten Hälfte des 20. Jahrhunderts in der Form von unterhaltsamen Comics mit einer versteckten Werbebotschaft. Auch die Geschäftspraxis von Google und anderen Suchmaschinenbetreibern kann als Vorläufer des Native Advertising angesehen werden, da hier bezahlte Werbung im Kontext der eigentlichen Suchergebnisse platziert wird. 
Advertorials, die häufig in Printmedien auftreten, zeigen, wie Native Advertising funktioniert. Blogger, die sich als glaubwürdige Kenner ihres Themengebietes, z. B. Kosmetik, Technik etc., etabliert haben, übernahmen das Modell und empfehlen spezielle Produkte gegen Bezahlung. Dies führte unter anderem zu Glaubwürdigkeitsverlusten von Bloggern. Es haben sich einzelne Blogger jedoch auch als Beobachter der Advertorialpraxis renommierter Printmedien hervorgetan, so beispielsweise Andrew Sullivan, der den „sponsored content“ in US-amerikanischen Medien dokumentiert und kritisiert.
Subtilere Formen des Native Advertising, die weniger Widerstand erfuhren, begannen 2012 und 2013 auf Facebook. Bekannte Marken versahen Fotos und Videos von Fans und Prominenten mit ihrem Logo, um sie auf ihrer oder der Pinnwand der Betroffenen zu veröffentlichen. Bei Twitter werden Native Advertisings in den Fluss der abonnierten Tweets integriert. Auch auf Smartspeakern gibt es mittlerweile Versuche, native Werbung in Form von Interviews in Radio-Angebote zu integrieren (Native Audio).

## Wirkung
In einer Studie von Schlütz et al. (2016) wurde die Wirkung von Advertorials untersucht. Die Ergebnisse zeigen, dass nur 1/3 aller Probanden unmittelbar erkennen, dass es sich dabei um bezahlte Werbung handelt, selbst wenn dies gekennzeichnet ist. Da die Teilnehmer den werblichen Charakter erst identifizierten, nachdem sie sich näher mit der Anzeige beschäftigten, kann davon ausgegangen werden, dass Leserinnen und Leser sich erst dem Inhalt zuwenden, ehe sie die Werbeabsicht bemerken. Insbesondere bei älteren Personen und Menschen mit einem niedrigen Bildungsgrad bleibt der Werbecharakter von Native Advertising oft unerkannt. Die Glaubwürdigkeit von Medien wurde im Vergleich höher eingeschätzt, wenn die eingebettete Werbung nicht erkannt wurde. Dies scheint insbesondere für Werbetreibende einen wichtigen Fakt darzustellen.

## Rechtliche Perspektive
Im Dezember 2016 wurde von der Konsumentenschutzbehörde Federal Trade Commission in den USA ein Leitfaden veröffentlicht, in dem festgelegt ist, dass Native Advertising deutlich gekennzeichnet werden muss. In Deutschland wurde dies im Pressekodex geregelt. Auch hier wird festgehalten, dass Werbung über Kennzeichnung und/oder Gestaltung von redaktionellem Inhalt abzugrenzen ist.

## Kritik
Der Spiegel-Journalist Martin U. Müller sieht in Native Advertising eine „bewusste Irreleitung der Leser“. Für seriöse Nachrichtenmedien sei Native Advertising ein „riskanter Tausch von Glaubwürdigkeit gegen Geld“. Er beschreibt es als offenkundiges Dilemma, dass je klarer der Leser erkenne, dass es sich um Werbung handelt, desto fragwürdiger sei der Sinn nativer Reklame. Auch in der Werbeindustrie gibt es zurückhaltende Stimmen. Peter Figge, Vorstand der Werbeagentur Jung von Matt, bezeichnet Native Advertising als „eine dreiste Form von Schleichwerbung“.